# Дневник (књижевност)
Дневник је једна од две специјалне врсте аутобиографија.
За разлику од мемоара (друге врсте аутобиографије) у којима је писцу стало, колико да исприча свој живот, толико и да опише време и средину у којој је живео и радио, дневник представља белешке које су записиване из дана у дан, а циљ им је исти. Главна разлика је у томе што су мемоари писани по сећању, а дневник се пише под свежим утисцима дневних догађаја. Дневник обилује тачним подацима, па зато има документарну или историјску вредност, као што је „Дневник Ане Франк“. У дневнику се могу властита осећања, мисли, расположења, али и друга запажања о догађајима, људима, о средини у којој се живи и приликама у друштву.
У српској књижевности познати мемоари и дневници су: Мемоари проте Матије Ненадовића, Биљешке једног писца Симе Матавуља, Дневник Владете Јеротића и други.

## Препоручена литература
- Słownik rodzajów i gatunków literackich, -"Universitas", Kraków 2006.  978-83-242-0474-8.